# Ridå – Hercule Poirots sista fall
Ridå – Hercule Poirots sista fall (engelska: Curtain: Poirot's Last Case) är en detektivroman av Agatha Christie. Hon skrev den redan 1946 men på hennes egen begäran publicerades den först 1975, några månader före hennes död i januari följande år.
Romanen handlar om Hercule Poirot och Arthur Hastings i deras sista framträdanden i Christies verk. Det är en herrgårdsroman, där alla karaktärer och mordet utspelar sig i ett och samma hus. Romanen återför inte bara karaktärerna till den miljö där hennes första, En dos stryknin, utspelar sig, utan återförenar Poirot och Hastings, som senast dök upp tillsammans i Det stumma vittnet 1937. Den filmatiserades för TV 2013.
Det är Christies sista roman före sin död. Miss Marples sista fall, som skrevs under Blitzen och publicerad postumt, är hennes sista publicerade roman.

## Handling
Poirot misstänker att en enda person är inblandad i fem tidigare mord. I samtliga fall fanns det ytterligare en tydlig misstänkt. Fyra av dessa misstänkta har sedan dess avlidit (en av dem hängd). I fallet med Freda Clay, som påstås ha gett sin moster en överdos morfin, fanns det för lite bevis för att väcka åtal. Poirot ber sin gamle vän, den nyblivne änklingen Hastings, att ansluta sig till honom vid Styles Court för att lösa fallet. Det är bara Poirot som ser mönstret av engagemang. Poirot använder rullstol på grund av artros och tas om hand av sin nya betjänt Curtiss, men vill inte dela med sig av namnet på den tidigare oanade personen, utan använder X istället.
X är en av gästerna som är med dem på Styles. Det gamla huset är nu ett gästhotell under de nya ägarna överste och fru Luttrell. Gästerna känner varandra och denna sammankomst inleds när Sir William Boyd-Carrington bjuder in Dr Franklin och hans fru att följa med honom på en sommarsemestervistelse. Hastings dotter Judith följer med Dr Franklin som hans forskningsassistent. De fem tidigare morden ägde rum i området, bland personer som är kända för denna grupp. Elizabeth Cole berättar för Hastings att hon är syster till Margaret Litchfield, som erkände mordet på deras misshandlande far i ett av de fem fallen. Margaret dog på Broadmoor Asylum och Elizabeth stigmatiseras av traumat.
Tre incidenter inträffar under de närmaste dagarna som visar avtrycket av X. Först råkar Hastings och andra höra ett gräl mellan familjen Luttrell. Kort därefter sårar Luttrell sin fru med ett gevär och säger att han misstog henne för en kanin. Fru Luttrell återhämtar sig och händelsen har en god inverkan på deras äktenskap. Därefter är Hastings bekymrad över att hans dotter Judith tillbringar tid med major Allerton, en gift man. Medan Hastings och Elizabeth är ute med fågelskådaren Stephen Norton, verkar Norton se något genom sin kikare som stör honom. Hastings antar att det har med Allerton att göra. När hans försök att övertala Judith att ge upp Allerton bara retar upp henne, planerar den oroliga fadern mordet på Allerton. Han somnar i väntan på att förgifta Allerton och är lättad över att han inte gjorde något när han vaknar nästa dag. Till sist dör Barbara Franklin, hustru till Judiths arbetsgivare Dr Franklin följande kväll. Hon blev förgiftad med fysostigminsulfat, ett extrakt från Calabarbönan som hennes man forskar om. Poirots vittnesmål vid förhöret – att fru Franklin hade varit upprörd och att han såg henne komma ut från Dr Franklins laboratorium med en liten flaska – övertalar rättsläkaren att komma fram till en dom om självmord.
Norton verkar fortfarande vara bekymrad över vad han såg några dagar tidigare när han var ute med Hastings och Cole. Hastings råder Norton att anförtro sig åt Poirot. De träffas i Poirots rum. Samma natt vaknar Hastings av ett ljud och ser Norton gå tillbaka in i sitt sovrum. Nästa morgon hittas Norton död i sitt låsta rum med ett kulhål mitt i pannan, nyckeln i fickan på morgonrocken och en pistol i närheten.
När Hastings berättar för Poirot att han sett Norton återvända till sitt rum kvällen innan, säger Poirot att det är ett tunt bevis, eftersom han inte har sett ansiktet: morgonrocken, håret, haltandet, allt kan imiteras. Ändå fanns det ingen man i huset som kunde utge sig för att vara Norton, som inte var lång. Poirot dör av en hjärtattack inom några timmar. Han lämnar tre ledtrådar till Hastings: en kopia av Othello, en kopia av John Ferguson (en pjäs från 1915 av St. John Greer Ervine) och en lapp om att tala med Poirots mångårige betjänt Georges. Efter att Poirot begravts i Styles, får Hastings veta att Judith hela tiden har varit förälskad i Dr Franklin. Hon ska gifta sig med honom och ge sig av för att forska i Afrika. När Hastings talar med Georges får han veta att Poirot bar peruk och att Poirots skäl för att anställa Curtiss var vaga.
Fyra månader efter Poirots död får Hastings ett manuskript där Poirot förklarar allt. X var Norton, en man som hade fulländat den teknik som Jago i Othello (och en karaktär i Ervines pjäs) är mästare på: att utöva just det psykologiska tryck som behövs för att provocera någon att begå mord, utan att offret inser vad som händer. Norton hade visat denna förmåga tillsammans med överste Luttrell, med Hastings och mrs Franklin. Poirot stoppade sömntabletter i Hastings varma choklad den natten, för att avvärja en katastrofal handling. Ironiskt nog hade Hastings omedvetet ingripit i Mrs. Franklins plan att förgifta sin man, genom att vända på ett roterande bokhyllebord medan han letade efter en bok för att lösa en korsordsledtråd (Othello igen), och på så sätt byta ut kaffekopparna, så Mrs Franklin förgiftade sig själv. Poirot kunde inte bevisa detta. Han anade att Norton, som hade varit medvetet vag om vem han hade sett genom kikaren, skulle antyda att han hade sett Franklin och Judith för att blanda in dem i mordet på mrs Franklin, inte oavsiktligt självmord som det var. Detta förklarar Poirots vittnesmål vid förhöret, för att försäkra sig om att polisen skulle stoppa sin utredning.
Med tanke på hans mycket svaga hjärta inser Poirot att han måste avsluta raden av mord genom att döda Norton. Poirot bjuder in Norton till sitt rum för varm choklad. Vid deras möte berättar han för Norton vad han misstänker och hans plan att avrätta honom. Norton, arrogant och självsäker, insisterar på att byta koppar. I väntan på detta hade Poirot drogat båda kopparna, eftersom han visste att han hade en högre tolerans för en lugnande dos som skulle göra Norton oförmögen. Poirot flyttar den sovande Norton tillbaka till sitt rum med hjälp av rullstolen. Poirot kunde gå hela tiden, vilket var en anledning till att han behövde en ny betjänt som inte var medveten om det i det här sista fallet. Sedan, då han är lika lång som Norton, förklär han sig genom att ta av sig peruken och lösmustaschen, rufsa till sitt gråa hår, ta på sig Nortons morgonrock och halta. Efter att Hastings fått bekräftat att Norton var vid liv efter att ha lämnat Poirots rum, skjuter Poirot Norton, lämnar pistolen på bordet och låser rummet med en dubblettnyckel. Poirot skriver sedan sin historia och slutar ta sin hjärtmedicin. Han kan inte säga att det var rätt att begå mord, men på det hela taget var han säker på att han förhindrade ännu fler anstiftade av Norton. Hans sista önskan för Hastings är typisk för äktenskapsmäklaren Poirot: han föreslår att Hastings ska uppvakta Elizabeth Cole.

## Karaktärer
- Hercule Poirot, den belgiske detektiven, nu vissnad av ålder, men fortfarande tänkande
- Kapten Arthur Hastings, Poirots vän, nyligen änkling, far till fyra vuxna barn, däribland Judith
- Curtiss, Poirots nya betjänt
- Dr John Franklin, läkare och forskningskemist, 35 år, en idealist med stark karaktär
- Barbara Franklin, hans invalida/hypokondriska hustru, 30 år, en ambitiös, intrigerande kvinna
- Judith Hastings, Franklins laboratorieassistent och dotter till kapten Hastings, 21 år gammal
- Syster Craven, sjuksköterska till Barbara Franklin
- Sir William Boyd Carrington, f.d. guvernör i en provins i Indien, omkring 15 år äldre än Mrs Franklin, vän till hennes familj sedan barnsben, i England för att bo som baronet i det hus han ärvde när huset är ombyggt
- Major Allerton, som länge varit skild från sin hustru, en vältalig kvinnokarl i fyrtioårsåldern
- Överste Toby Luttrell, ägare av Styles Court, omkring 50 år
- Daisy Luttrell, hans hustru
- Elizabeth Cole, 35 år, en av tre överlevande systrar som en gång var känd under efternamnet Litchfield
- Stephen Norton, en gråhårig man med ett stillsamt sinnelag, använder kikare för fågelskådning
- Georges, Poirots betjänt sedan länge

## Litterär betydelse och mottagande
I en recension med titeln "The last labour of Hercules" skrev Matthew Coady i The Guardian den 9 oktober 1975 att boken var både "en kuriositet och en triumf". Han upprepade berättelsen om att boken skrevs ungefär trettio år tidigare och konstaterade sedan att "genom den ses Dame Agatha, vars senaste verk har visat en nedgång, än en gång på toppen av sin uppfinningsrikedom." Coady kallade kapten Hastings för "den tätaste av dr Watsons [men]... Aldrig har den trogne följeslagarens och krönikörens dumhet utnyttjats så listigt som här." Coady sammanfattade de absoluta grunderna i handlingen och de frågor som väcktes i den och sa sedan:
Genom att ge svaren ger kriminallitteraturens store illusionist en modelldemonstration av läsarmanipulation. Den till synes okonstlade, förenklade Christie-prosan är full av bedrägerier. Innanför de gamla, absurda konventionerna i Country House-mysteriet omarbetar hon tricket med en minst sannolik person med en fräschör som kan mäta sig med den originalitet hon visade för nästan 50 år sedan i Dolken från Tunis. För den egoistiske Poirot, hjälte i ett 40-tal böcker... Det är en bländande teatralisk avslutning. "Adjö, cher ami", lyder hans sista meddelande till den olycklige Hastings. »Det var goda dagar.» För missbrukare, överallt, var de bland de bästa.
Två månader senare nominerade Coady Curtain till sin Book of the Year i en kolumn om kritikernas val. Han sa: "Ingen kriminalhistoria från 1975 har gett mig mer outspädd glädje. Som kritiker välkomnar jag det, som en påminnelse om att ren uppfinningsrikedom fortfarande kan förvåna."
Maurice Richardson sammanfattade i The Observer den 5 oktober 1975: "Ett av hennes mest konstruerade jobb, artificiellt som en mekanisk fågelbur, men en obestridlig svanesång."
Robert Barnard skriver mindre fördelaktigt i A Talent to Deceive:
Skriven på fyrtiotalet, avsedd att publiceras efter Christies död, men i själva verket utgiven strax före den. Baserad på en idé som lektes med i Badortsmysteriet (kapitel 9) - en smart och intressant sådan, men som behöver mer subtilitet i hanteringen än vad Christies stil eller karaktärisering tillåter (karaktärerna här är i alla fall ganska exceptionellt bleka). Faktum är att för att vara en länge omhuldad idé, och som en exit för Poirot, är detta märkligt slentrianmässigt i utförandet.
Det var en av de mest sålda böckerna 1976.

### TV

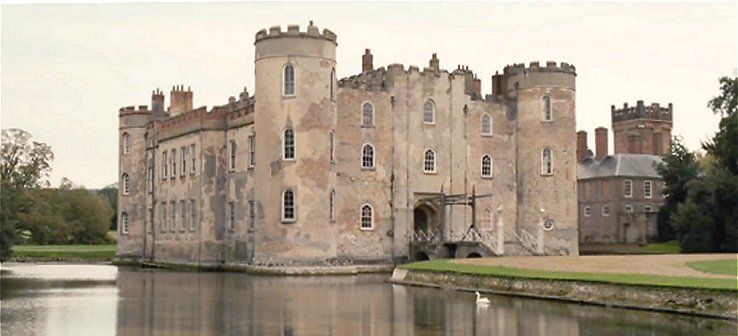
Shirburn Castle tjänade som Styles Court i TV-versionen